# Михаил Попов (офицер)
Вижте пояснителната страница за други личности с името Михаил Попов.
Михаил Димитров Попов е български офицер, генерал-лейтенант, военен парашутист I клас.

## Биография
Михаил Попов е роден на 23 декември 1963 г. в Сливен. През 1981 г. завършва гимназията „Добри Чинтулов“ в родния си град. В периода 1981 – 1985 г. учи във ВНВУ „Васил Левски“ в Търново със специалност „Войсково разузнаване“. От 1985 до 1986 г. е командир на разузнавателен взвод, а след това до 1987 и на разузнавателна рота. Между 1987 и 1988 г. е началник на отделение „Подготовка на разузнавателно-десантни резерви“. От 1988 г до 1992 г. е командир на разузнавателна рота. 
В периода 1992 – 1994 г. учи във Военната академия в София. От 1994 до 1998 г. е началник-щаб на разузнавателен батальон. От 1998 г. до 2000 г. е заместник-началник на щаба по разузнаването на полк; от 2000 г. до 2005 г. е началник на щаба на диверсионно-разузнавателен полк, като от 2004 г. е командир на трети пехотен батальон, който участва в мисия за възстановяване на Ирак. 
От 2005 до 2006 г. учи във Военния колеж на Сухопътните войски в Керълайл, САЩ. Между 2006 г. и 2008 г. е заместник-командир по бойната подготовка на 68-а бригада „Специални сили“ ; от 2008 г. до 2009 г. е началник на щаба на бригадата. Между 2009 и 2010 г. е заместник-командир на бригадата. От 2010 г. до 2011 г. е старши национален представител на български контингент в Тампа, Флорида. 
От 2011 г. до 2013 г. заместник-командир на бригадата; От 1 юли 2013 до 2014 г е временно изпълняващ командир на бригадата.
На 28 април 2014 г. полковник Михаил Попов е назначен на длъжността командир на 68-а бригада „Специални сили“ и удостоен с висше офицерско звание бригаден генерал. През 2015 г. е назначен за заместник-командир на Сухопътните войски на България.
На 8 март 2017 г. е назначен за временно изпълняващ длъжността командир на Сухопътните войски.
На 21 април 2017 г. е освободен от длъжността заместник-командир на Сухопътните войски, назначен на длъжността командир на Сухопътните войски и удостоен с висше офицерско звание генерал-майор.
От 10 декември 2022 г. е заместник-началник на отбраната и удостоен с висше офицерско звание генерал-лейтенант. 
Награждаван е с бронзов медал на министъра на отбраната на Полша (2004) и поименно лично оръжие от министъра на отбраната на България Николай Свинаров. 

## Военни звания
- Лейтенант (1985)
- Старши лейтенант (1988)
- Капитан (1992)
- Майор (1996)
- Подполковник (2000)
- Полковник (2006)
- Бригаден генерал (30 юни 2014)
- Генерал-майор (21 април 2017)
- Генерал-лейтенант (10 декември 2022)